# Rotis
rotis è un font sviluppato nel 1988 da Otl Aicher, un graphic designer tedesco. Nel rotis, Aicher tenta di raggiungere la massima leggibilità attraverso un'alta uniformità tra le variazioni esistenti nella stessa famiglia di font che spazia da full serif, glyphic, a sans-serif. Le quattro variazioni di base del rotis sono:
- rotis serif (antiqua), interamente con grazie;
- rotis semi-serif (semi-antiqua), con grazie appena accennate;
- rotis semi-sans (semi-grotesque), senza grazie ma con variazioni di spessore nel carattere;
- rotis sans (lineale humanist sans-serif), totalmente senza grazie e variazioni di spessore nel carattere.

## Origine del nome
Il nome del font deriva dal luogo Rotis, un quartiere della città tedesca di Leutkirch im Allgäu, in cui visse Otl Aicher. Diversamente dal luogo, il nome del font è in minuscolo, poiché Aicher vedeva l'utilizzo del maiuscolo come un segno di oppressione e gerarchia. Tuttavia, in seguito alla riemissione dei font da parte di Monotype Imaging, i nomi dei font Rotis sono stati portati al maiuscolo.